# Stackhousiaceae
Famille
Classification APG II (2003)
Classification APG III (2009)
La famille des Stackhousiacées est une famille de plantes dicotylédones. 

## Étymologie
Le nom de la famille vient du genre type Stackhousia, donné en l'honneur de D.J. Stackhouse, naturaliste anglais qui a travaillé sur les plantes marines de Grande Bretagne. 

## Classification
La classification phylogénétique APG (1998) accepte cette famille.
En classification phylogénétique APG II (2003) et classification phylogénétique APG III (2009) cette famille n'existe pas: ces plantes sont incluses dans les Célastracées.

## Liste des genres
Selon Watson & Dallwitz : 
- Macgregoria, . von Mueller, 1874
- Stackhousia Sm., 1798
- Tripterococcus Endlicher, in Endlicher et al., 1837

Selon Tropicos (21 novembre 2022)
- Stackhousia Sm., 1798